# مصطفى ضرير
مصطفى ضرير (القرن السابع الهجري / القرن الرابع عشر الميلادي، ولد في أرضروم) عالمًا يتحدث اللغة التركية. لقبه "ضرير " يعني "أعمى" ويُعتقد أنه كان أعمى منذ ولادته.  وفقًا لفاهر إيز، "يُظهر ضرير إتقانًا رائعًا للعروض؛ فشعره سلس وغالبًا ما يصل إلى ذروة الشعر الغنائي. نثره اللطيف والبسيط هو أحد أفضل نماذج أسلوب السرد التركي المبكر". 

## أعماله
قام مصطفى ضارير بتأليف الأعمال التالية: 
- ترجمة الضرير (كتاب مكون من خمسة مجلدات باللغة التركية، وهو عبارة عن تعديل وتوسعة لنسخة أبو الحسن بكري [الإنجليزية] من سيرة ابن إسحاق ، بتكليف من سلطان مصر آنذاك، المنصور علاء الدين علي ، واكتمل في عام 790 هـ/1388 م).
- ترجمة وتعديل كتاب فتوح الشام للواقدي ، الذي أكمله مصطفى ضرير سنة 795هـ/1392م في حلب.
- ترجمة كتاب " الأحاديث المائة"
- يوسف وزليخا ( المثنوي )